# Хају
Хају је био прединастички фараон древног Египта. Он се спомиње у камену из Палерма. Његово име се налази међу бројним именима фараона Доњег Египта. О овом фараону као и о осталим прединастичким фараонима се зна јако мало. Он је највероватније био наследник фараона Хсекиу, а његов наследник је можда био Тиу.